# Opius tirolensis
Opius tirolensis (лат.) — вид паразитических наездников рода Opius из семейства Braconidae (Opiinae). Европа (в том числе, Россия) и Азия (Иран, Турция). Мелкие наездники (менее 3 мм). От близких видов отличается следующими признаками: грудь короткая, её длина в 1,2 раза больше своей высоты; длина висков равна 0,45 от продольного диаметра глаза; первый тергит брюшка тонко морщинист и без латеральных килей, метасомальные тергиты слабо гранулированы, тело желтоватое. Среди хозяев отмечены мухи из семейства Agromyzidae: Phytomyza flavicornis Fallen, 1823  (на Urtica dioica). Вид был впервые описан в 1958 году австрийским энтомологом Максом Фишером (Naturhistorisches Museum, Вена, Австрия), крупным специалистом по Braconidae, описавшим около тысячи видов наездников. Включён в состав подрода Agnopius.